# Jezioro Ostrowite (powiat starogardzki)
Ostrowite (Ostrowiec) – przepływowe jezioro wytopiskowe w mezoregionie Bory Tucholskie, położone na obrzeżach wsi Mały Bukowiec w gminie Zblewo, w powiecie starogardzkim województwa pomorskiego, na obszarze Kociewia.
Akwen na północnym wschodzie połączony jest strugą z Jeziorem Niedackim.
Ogólna powierzchnia: 27 ha